# Burnaš Jalyčev
Burnaš Jalyčev (rusky Бурнаш Ялычев, 16. století) byl fiktivní kozácký ataman, který údajně cestoval na Sibiř, do Mongolska a říše Ming.

## Historie
Prvními ruskými cestovateli kteří navštívili čínskou říši Ming byli v letech 1618–1619 Ivan Petlin a jeho druhové, ruští kozáci. Roku 1618 je na příkaz cara tobolský vojevoda Ivan Kurakin vyslal do mingské Číny navázat diplomatické styky. Skupina kozáků v čele s Petlinem přes Mongolsko dospěla do Pekingu, byla přijata mingskými úřady a do Ruska přivezli list mingského císaře Wan-liho (vládl 1572–1620). Dále však rusko-mingské styky nepokračovaly. 
Petlinovo prvenství nebylo zpochybňováno do začátku 19. století, kdy historik Nikolaj Karamzin v IX. svazku svých Dějin Říše ruské přišel s tvrzením, převzatým z chronografů 18. století, že car Ivan IV. Hrozný vyslal kozácké atamany Ivana Petrova a Burnaše Jalyčeva spolu s dvaceti kozáky, aby prozkoumali východní země za Sibiří. Cestu Karamzin datoval rokem 1567. Popis cesty Petrova a Jalyčeva byl prakticky identický s popisem cesty Petlina, což Karamzin zdůvodnil tím, že Petlin v Číně nebyl a svoji zprávu o cestě opsal.
Historikové 19. století vesměs přijali Karamzinova tvrzení, případně mínili, že byly podniknuty obě cesty. Roku 1914 však Karamzinovu verzi historik Fjodor Pokrovskij vyvrátil v publikaci Cesta sibiřského kozáka Ivana Petlina v roce 1618 do Mongolska a Číny (Imaginární cesta atamanů Ivana Petrova a Burnaše Jalyčeva v roce 1567) /Путешествие в Монголию и Китай сибирского казака Ивана Петлина в 1618 году (Мнимое путешествие атаманов Ивана Петрова и Бурнаша Ялычева в 1567 г.)/, argumentoval popisem politické situace ve vyprávění o cestě, a doklady o Petlinově cestě ve státních archivech, zatímco o cestě Petrova a Jalyčeva v archivech nic nebylo nalezeno. Poté byla cesta Petrova a Jalyčeva všeobecně přijata za fikci, která se zrodila ze zmínky o kozáku Ivanu Petrovovi v Petlinově zprávě, Petrov je v ní zmíněn jako jeden z účastníků poselstva k mongolskému Altynu-chánu z roku 1616.
V 50. letech 20. století se opět ojediněle začala brát cesta Petrova a Jalyčeva vážně, nicméně další nálezy v archivech prokázaly skutečnost cesty Petlina do Číny (našel se doklad o jeho odměně za objevy a získané informace, včetně informací o cestě Petrova do Mongolska roku 1616).